# Обикновена камелия
Обикновената камелия (Camellia japonica) е дървесен вид растение от семейство Чаеви, произлизащо от Япония и отглеждано като цвете. Съществуват повече от 10 хиляди сорта камелии, като асортиментът постоянно расте. Цветовете са големи бели, розови, червени или пъстри с размер от 4 до 10 cm. Оптималната температура преди цъфтежа и в периода на цъфтеж, който може да продължи от декември до април, е около 15-20 °C. Тя може леко да се повиши, но само ако се осигури влажност на въздуха до 60%. Растението се държи до декември на температура 5-6 °C.